# Nienburger Auwald-Mosaik
Das Nienburger Auwald-Mosaik ist ein FFH-Gebiet in den Städten Nienburg (Saale) und Bernburg (Saale) im Salzlandkreis in Sachsen-Anhalt.

## Allgemeines
Das FFH-Gebiet ist circa 256 Hektar groß. Es überlagert sich mit dem Landschaftsschutzgebiet „Saale“ und umfasst das Naturschutzgebiet „Sprohne“ bei Nienburg (Saale) und das Naturdenkmal „Erdkieten – Große Aue“ bei Bernburg (Saale). Es ist durch die Landesverordnung zur Unterschutzstellung der Natura 2000-Gebiete im Land Sachsen-Anhalt (N2000-LVO LSA) seit dem 21. Dezember 2018 rechtlich gesichert. Zuständige untere Naturschutzbehörde ist der Salzlandkreis.

## Beschreibung
Das aus vier Teilflächen bestehende FFH-Gebiet liegt zwischen Bernburg (Saale) und Calbe (Saale) im Norden des Naturparks Unteres Saaletal. Es umfasst mehrere Hartholzauwälder, Offenlandbereiche und Gewässer in der Aue der Saale.
Die Auwälder werden von Gemeiner Esche dominiert, zu der sich Stieleiche, Feldulme und Flatterulme gesellen. In der Krautschicht siedeln unter anderem Hohler Lerchensporn, Gelbes Windröschen, Goldschopfhahnenfuß, Behaarte Karde und Großes Zweiblatt. Kleinflächig stocken auch Weichholzauwälder aus Fahlweide, Bruchweide und Feldulme, die den Charakter von gewässerbegleitenden Galeriewäldern aufweisen. Entlang der Saale und ihrer Auengewässer sind vielfach feuchte Hochstaudenfluren aus Echter Engelwurz, Echtem Mädesüß, Sumpfschwertlilie, Gewöhnlichem Blutweiderich, Schwanenblume, Sumpfziest, Gewöhnlichem Gilbweiderich und Echter Zaunwinde ausgebildet. In die Hochstaudenfluren dringt als Neophyt das Drüsige Springkraut ein und bedroht die Vorkommen. Teilweise sind auch Staudenfluren an Waldrändern ausgebildet. Hier siedeln unter anderem Behaarte Karde, Waldziest, Echter Hopfen und Giersch. Auf Grünländern siedeln unter anderem Glatthafer, Wiesenfuchsschwanz, Wilde Möhre, Echtes Labkraut, Scharfer Hahnenfuß und Gamanderehrenpreis.
Bei Nienburg (Saale) befindet sich mit der Alten Saale ein von der Saale abgetrennter Altarm der Saale. Hier siedeln unter anderem Weiße Seerose, Kleine Wasserlinse sowie verschiedene submerse Wasserpflanzen.
Das Gebiet ist Lebensraum des Bibers sowie verschiedener Fledermausarten, darunter Großes Mausohr, Wasserfledermaus, Rauhautfledermaus und Großer Abendsegler. In der Alten Saale und Kleingewässern im FFH-Gebiet sind verschiedene Amphibien heimisch, darunter Rotbauchunke, Wechselkröte, Laubfrosch, Kleiner Wasserfrosch und Moorfrosch. Stellenweise konnte auch die Knoblauchkröte nachgewiesen werden.
Die Teilflächen des FFH-Gebietes sind überwiegend von landwirtschaftlichen Nutzflächen umgeben. Die Teilfläche bei Nienburg (Saale) grenzt an die Kreisstraße 2101 und die Landesstraße 73, von der sie auch gequert wird. Die nördlich von Nienburg (Saale) liegende Teilfläche grenzt ebenfalls an die Kreisstraße 2101 sowie an die Ortslage von Wispitz. Zwischen den beiden bei Bernburg (Saale) liegenden Teilflächen des FFH-Gebietes verläuft die Bundesstraße 6. Die südliche Teilfläche mit dem Dröbelschen Busch grenzt an eine Kläranlage. In dem früheren Mäander der Saale bei Nienburg (Saale) befindet sich ein Kleingartengebiet, das nicht Bestandteil des FFH-Gebietes ist.